# Menzelstraße 23 (Bad Kissingen)

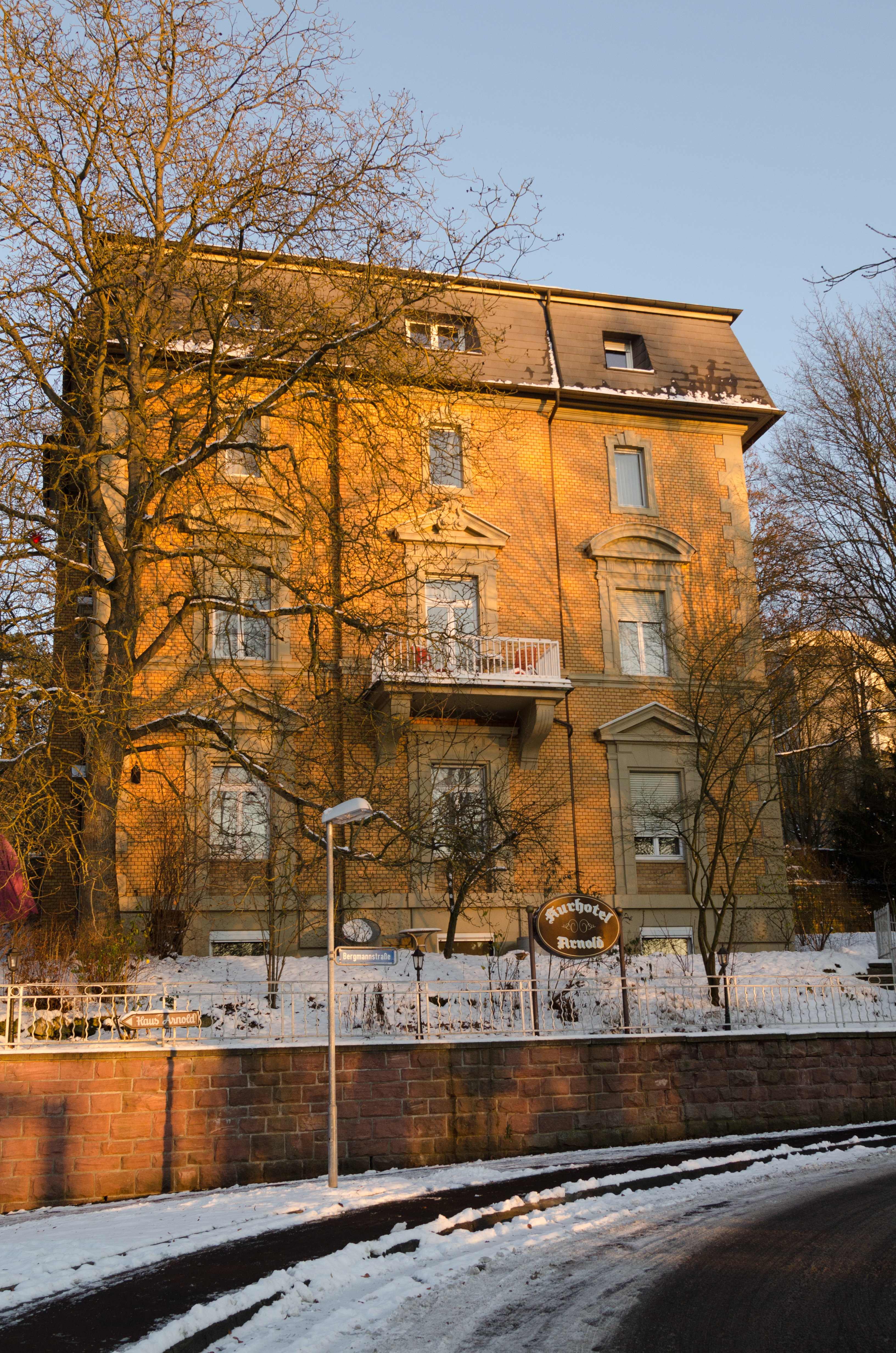
Menzelstraße 23 in Bad Kissingen

Das Anwesen Menzelstraße 23 in der Menzelstraße in Bad Kissingen, der Großen Kreisstadt des unterfränkischen Landkreises Bad Kissingen, gehört zu den Bad Kissinger Baudenkmälern und ist unter der Nummer D-6-72-114-321 in der Bayerischen Denkmalliste registriert.

## Geschichte
Das ehemalige Kurheim (frühere Bezeichnung: Bergmannstraße 1) entstand um das Jahr 1900 in Formen der Neurenaissance. Bei dem Anwesen handelt es sich um einen dreigeschossigen Klinkerbau mit Sandsteingliederung mit Fensterädikulä sowie südlichem, von Säulen getragenem Balkon.
Die klassische Neurenaissance äußert sich in der sauber proportionierten kubischen Form des Gebäudes mit nur leicht vorspringenden, durch Balkone betonten Mittelachsen sowie in den reichen Fensterädikulä.
Zu dem Anwesen gehört eine gleichzeitig entstandene Böschungsmauer.